# Mordellistena mazedonica
Mordellistena mazedonica là một loài bọ cánh cứng trong họ Mordellidae. Loài này được Ermisch miêu tả khoa học năm 1965.

## Hình ảnh

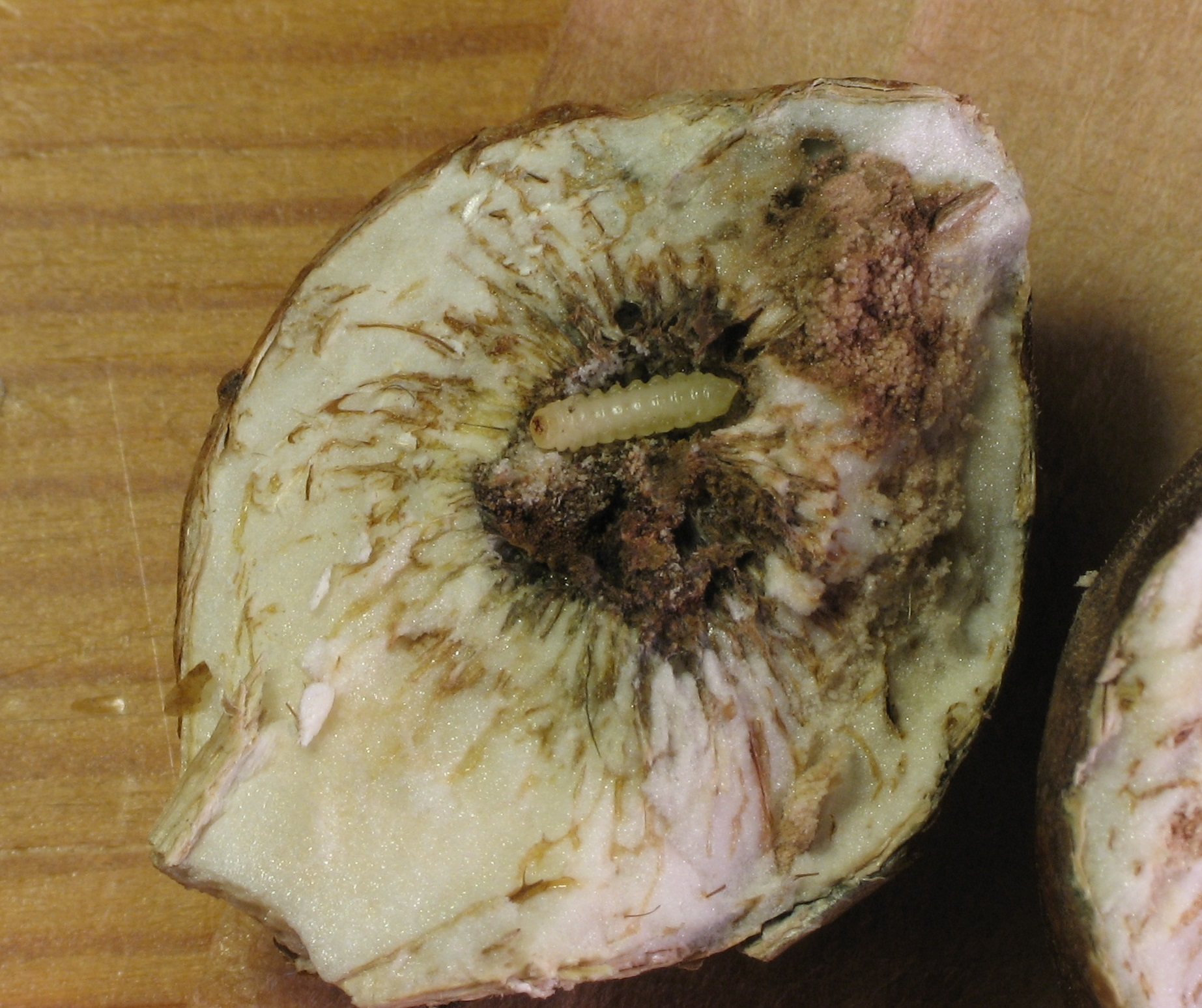